# NGC 2273B
NGC 2273B је спирална галаксија у сазвежђу Рис која се налази на NGC листи објеката дубоког неба.
Деклинација објекта је + 60° 20' 25" а ректасцензија 6h 46m 31,5s. Привидна величина (магнитуда) објекта NGC 2273 износи 12,6 а фотографска магнитуда 13,2. NGC 2273B је још познат и под ознакама UGC 3530, MCG 10-10-13, CGCG 285-5, IRAS 06421+6023, PGC 19579.